# Franz de Paula Maly
Franz de Paula Maly, auch Malý, (* 18. Februar 1823 in Winař,  Bezirk Časlau, Böhmen; † 11. September 1891 in Wien) war ein k. k. und k. u. k. österreichischer Gärtner und Botaniker. Sein botanisches Autorenkürzel lautet „F.Malý“.

## Leben
Franz Malys offizielle Bezeichnung als Hofgärtner des Belvedere war Burggarteninspektor. Auf Maly geht die Übersiedlung des ursprünglich von Heinrich Wilhelm Schott in Schönbrunn angelegten ältesten Alpengartens Europas in den Park des Oberen Belvedere zurück. Neben dem Alpengarten betreute Maly die Sammlung Flora Austriaca.
Maly nahm von 1859 bis 1860 an der Brasilien-Expedition des Erzherzogs Ferdinand Maximilian teil. Eigene Reisen führten ihn vor allem in die Balkanländer. Er hat sich insbesondere um die botanische Erforschung der Flora Dalmatiens, des Velebit und des Orjen verdient gemacht. Im Orjen fand Maly die endemische Schlangenhaut-Kiefer (Pinus leucodermis). Auf seiner Aufsammlung der Angenehmen Akelei im Orjen 1864 geht die spätere Beschreibung der Art durch Albert Zimmeter zurück. Roberto Visiani benannte ihm zu Ehren den von Maly erstmals im Velebit Gebirge gefundenen Krokus Crocus malyi Vis.
Malys umfangreiches Herbarium, das er insbesondere in Kroatien, Dalmatien und Montenegro zusammengetragen hatte, ging größtenteils in den Besitz des Kardinal-Erzbischofs Lajos Haynald über. Diese Sammlung findet sich heute im Naturhistorischen Museum in Budapest.
Sein Sohn Karl Maly (1874–1951) war bis zu seinem Lebensende als Botaniker in Sarajewo tätig und gehörte zu den führenden jugoslawischen Botanikern.